# Carla Rivarola
Carla Rivarola (1992) es una compositora y cantante mexico-argentina del género rock.

## Trayectoria
Carla Rivarola inició su carrera musical con el proyecto Iranti, en el que interpretaba música en inglés y con el que editó un álbum, Origami. Tras algunos años de presentarse bajo ese nombre artístico, decidió tomar su nombre e iniciar la escritura y producción del álbum Médula Silvestre, hecho que le tomó cuatro años. «Ave del horror», producción de 2018, fue producido por Mike Brie y masterizado por Marco A. Ramírez, ganador de Latin Grammy, en Los Ángeles. El video de la canción fue dirigido por Marcelo Quiñones.
En 2019 decidió dejar de tocar en foros de conciertos o bares para realizar conciertos en casas y sitios privados. Médula Silvestre tuvo una buena recepción, por lo que creó y grabó su segundo álbum, Lucha o fuga, que grabó por varios meses en su propia casa de la Ciudad de México. Su canción «La llave de mi casa» fue incluida en el conteo de las 100 canciones del 2020 en Reactor 105.7.

## Discografía

### Como Iranti
- Origami (2015)

### Como Carla Rivarola
- Lucha o fuga (Casete, 2020)
- Médula Silvestre (Independiente, 2019)

### Sencillos
- «Ratonzuelo» (2020)
- «La llave de mi casa» (2020)
- «Era la ranchera» (2020)
- «Fantástica» (2018)
- «Ave del horror» (2018)
- «Médula silvestre» (2018)